# Sigalens
Sigalens est une commune du Sud-Ouest de la France, située dans le département de la Gironde, en région Nouvelle-Aquitaine.

## Géographie

### Localisation
La commune de Sigalens se situe aux confins est du département, en limite du Lot-et-Garonne, à 68 km au sud-est de Bordeaux, chef-lieu du département, à 23 km au sud-est de Langon, chef-lieu d'arrondissement et à 12 km à l'est d'Auros, ancien chef-lieu de canton.

### Communes limitrophes
Sigalens est limitrophe de six autres communes, dont deux en Lot-et-Garonne.
Les communes limitrophes sont Saint-Sauveur-de-Meilhan, Cauvignac, Aillas, Grignols, Labescau, Sendets et Cocumont.
| Aillas   |           | Saint-Sauveur-de-Meilhan (Lot-et-Garonne) |
| Labescau | Sigalens  | Cocumont (Lot-et-Garonne)                 |
| Sendets  | Cauvignac | Grignols                                  |

### Hydrographie
La commune est traversée par le Lisos et la Bassanne, tous deux affluents de la Garonne.

### Climat
Pour des articles plus généraux, voir Climat de la Nouvelle-Aquitaine et Climat de la Gironde.
Historiquement, la commune est exposée à un climat océanique aquitain.  
En 2020, Météo-France publie une typologie des climats de la France métropolitaine dans laquelle la commune est exposée à un climat océanique et est dans la région climatique  Aquitaine, Gascogne, caractérisée par une pluviométrie abondante au printemps, modérée en automne, un faible ensoleillement au printemps, un été chaud (19,5 °C), des vents faibles, des brouillards fréquents en automne et en hiver et des orages fréquents en été (15 à 20 jours).
Pour la période 1971-2000, la température annuelle moyenne est de 12,4 °C, avec une amplitude thermique annuelle de 15,3 °C. Le cumul annuel moyen de précipitations est de 796 mm, avec 11,1 jours de précipitations en janvier et 6,5 jours en juillet. Pour la période 1991-2020, la température moyenne annuelle observée sur la station météorologique la plus proche, située sur la commune de Cazats à 13 km à vol d'oiseau, est de 13,7 °C et le cumul annuel moyen de précipitations est de 825,5 mm,. Pour l'avenir, les paramètres climatiques de la commune estimés pour 2050 selon différents scénarios d'émission de gaz à effet de serre sont consultables sur un site dédié publié par Météo-France en novembre 2022.

## Urbanisme

### Typologie
Au 1er janvier 2024, Sigalens est catégorisée commune rurale à habitat très dispersé, selon la nouvelle grille communale de densité à sept niveaux définie par l'Insee en 2022.
Elle est située hors unité urbaine et hors attraction des villes,.

### Occupation des sols

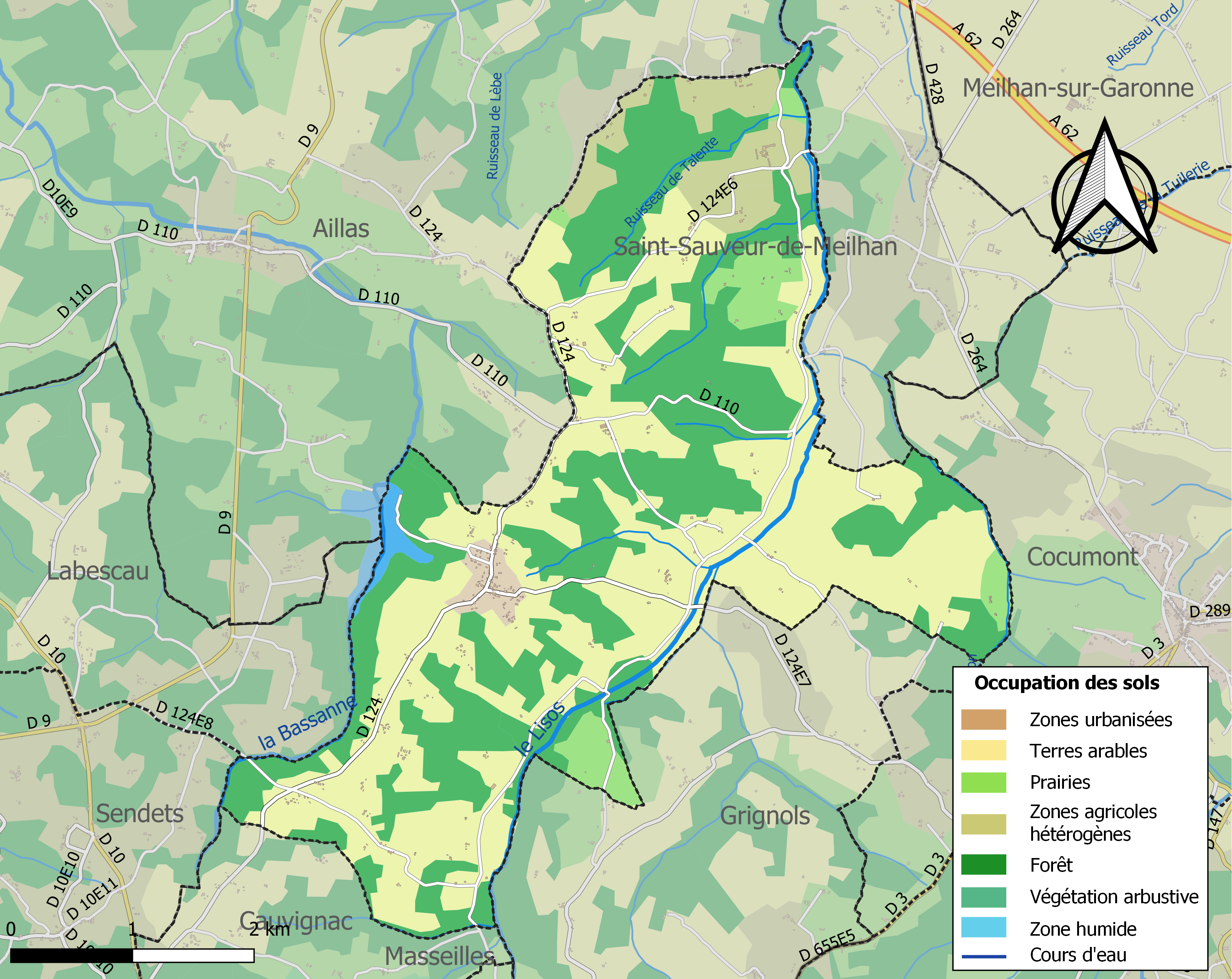
Carte des infrastructures et de l'occupation des sols de la commune en 2018 (CLC).

L'occupation des sols de la commune, telle qu'elle ressort de la base de données européenne d’occupation biophysique des sols Corine Land Cover (CLC), est marquée par l'importance des territoires agricoles (58,3 % en 2018), en diminution par rapport à 1990 (59,8 %). La répartition détaillée en 2018 est la suivante : 
terres arables (47,6 %), forêts (39,6 %), zones agricoles hétérogènes (6,1 %), prairies (4,6 %), zones urbanisées (1,4 %), eaux continentales (0,8 %). L'évolution de l’occupation des sols de la commune et de ses infrastructures peut être observée sur les différentes représentations cartographiques du territoire : la carte de Cassini (XVIIIe siècle), la carte d'état-major (1820-1866) et les cartes ou photos aériennes de l'IGN pour la période actuelle (1950 à aujourd'hui).

### Voies de communication et transports
Les principales voies de communication routière qui traversent la commune sont, d'une part, la route départementale D110 qui mène vers l'ouest à Aillas et à la route départementale D9 (La Réole-Bazas) et, d'autre part, la route départementale D124 qui conduit vers le nord à Saint-Sauveur-de-Meilhan, dans le département voisin, et vers le sud à Cauvignac et à la route départementale D10 (Auros-Grignols).

L'accès à l'autoroute A62 (Bordeaux-Toulouse) se fait à l'échangeur no 4, dit de La Réole, à 8,5 km vers le nord. Celui de l'autoroute A65 (Langon-Pau) le plus proche est le no 1, dit de Bazas, à 18 km vers l'ouest.
La gare SNCF la plus proche est celle de La Réole sur la ligne Bordeaux - Sète du TER Nouvelle-Aquitaine, distante de 17 km vers le nord.

### Risques majeurs
Le territoire de la commune de Sigalens est vulnérable à différents aléas naturels : météorologiques (tempête, orage, neige, grand froid, canicule ou sécheresse) et séisme (sismicité très faible). Un site publié par le BRGM permet d'évaluer simplement et rapidement les risques d'un bien localisé soit par son adresse soit par le numéro de sa parcelle.

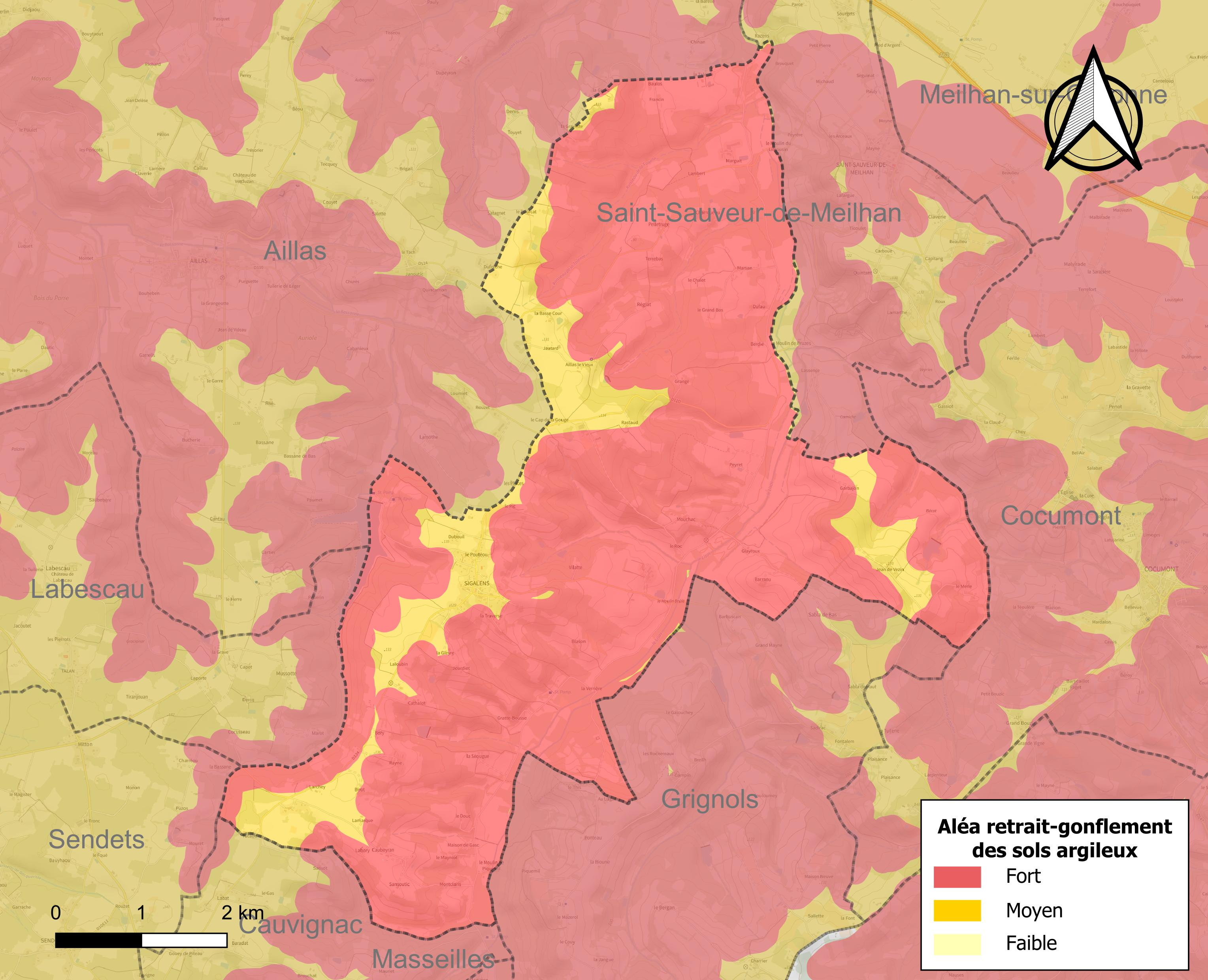
Carte des zones d'aléa retrait-gonflement des sols argileux de Sigalens.

Le retrait-gonflement des sols argileux est susceptible d'engendrer des dommages importants aux bâtiments en cas d’alternance de périodes de sécheresse et de pluie. La totalité de la commune est en aléa moyen ou fort (67,4 % au niveau départemental et 48,5 % au niveau national). Sur les 179 bâtiments dénombrés sur la commune en 2019, 179 sont en aléa moyen ou fort, soit 100 %, à comparer aux 84 % au niveau départemental et 54 % au niveau national. Une cartographie de l'exposition du territoire national au retrait gonflement des sols argileux est disponible sur le site du BRGM,.
La commune a été reconnue en état de catastrophe naturelle au titre des dommages causés par les inondations et coulées de boue survenues en 1982, 1999 et 2009, par la sécheresse en 2003 et par des mouvements de terrain en 1999.

## Toponymie
Le nom de la commune viendrait du nom latin Situs Alanorum, le lieu des Alains, peuple scythe probablement originaire d'Ossétie-du-Nord-Alanie, dans le Caucase. Le nom initial serait devenu Sit. Alanus puis Sig.Alens. L'oronymie du préfixe celtique (ou pré-indo-européen) sig- ne peut non plus être écarté, comme dans le toponyme de Sigale.
Le nom de la commune a une graphie identique en gascon.

## Histoire
La commune de Sigalens est née en 1851 du regroupement de quatre petites paroisses : Notre Dame d' Aillas-le-Vieux( anc. St Martin d'Aillas le Vieux), St Martin de  Glayroux,(démolie dans les années 1950), St Martin de Monclaris et St Pierre.
En mars 1857, une section cadastrale de Sigalens, dite de Choix, est distraite de la commune et attribuée à la commune voisine de Cocumont.

## Politique et administration

### Liste des maires
| Période | Période  | Identité                  | Étiquette | Qualité |
| ------- | -------- | ------------------------- | --------- | ------- |
| 1851    | 1856     | Étienne Chausy            |           |         |
| 1856    | 1871     | Bernard Lafargue          |           |         |
| 1871    | 1881     | Jean Duluc                |           |         |
| 1881    | 1892     | Raymond Dubos             |           |         |
| 1892    | 1912     | Léonard Jérôme Peyssonier |           |         |
| 1912    | 1935     | Léonard Lacoste           |           |         |
| 1935    | 1939     | Gérard Duchamps           |           |         |
| 1939    | 1940     | Guillaume Delhomme        |           |         |
| 1940    | 1945     | Gérard Duchamps           |           |         |
| 1945    | 1953     | Jean Gérard Thoumazeau    |           |         |
| 1953    | 1959     | Pierre Becot              |           |         |
| 1959    | 1964     | Marcel Réglat             |           |         |
| 1964    | 1983     | Vital Marot               |           |         |
| 1983    | 2014     | Claude Péraudeau          |           |         |
| 2014    | 2017     | Christophe Dufourcq       |           | Employé |
| 2017    | 2020     | Alain Chazeau             |           |         |
| 2020    | En cours | Jean-Marc Vazia           |           |         |

### Intercommunalité
Le 1er janvier 2003, la commune de Sigalens adhère à la communauté de communes du Pays d'Auros dont le siège est fixé à Auros. Elle la quitte au 1er janvier 2013 pour rejoindre la communauté de communes de Captieux-Grignols siégeant à Grignols. Celle-ci ayant été supprimée le 1er janvier 2014, la commune de Sigalens se retrouve intégrée à la communauté de communes du Bazadais siégeant à Bazas.

## Démographie
Les habitants sont appelés les Alinois, Alinoises ou Sigalainois.
L'évolution du nombre d'habitants est connue à travers les recensements de la population effectués dans la commune depuis 1851. Pour les communes de moins de 10 000 habitants, une enquête de recensement portant sur toute la population est réalisée tous les cinq ans, les populations de référence des années intermédiaires étant quant à elles estimées par interpolation ou extrapolation. Pour la commune, le premier recensement exhaustif entrant dans le cadre du nouveau dispositif a été réalisé en 2005.

En 2022, la commune comptait 342 habitants, en évolution de −10 % par rapport à 2016 (Gironde : +6,91 %, France hors Mayotte : +2,11 %).
| 1851 | 1856 | 1861 | 1866 | 1872 | 1876 | 1881 | 1886 | 1891 |
| ---- | ---- | ---- | ---- | ---- | ---- | ---- | ---- | ---- |
| 707  | 701  | 633  | 638  | 599  | 617  | 628  | 592  | 554  |

| 1896 | 1901 | 1906 | 1911 | 1921 | 1926 | 1931 | 1936 | 1946 |
| ---- | ---- | ---- | ---- | ---- | ---- | ---- | ---- | ---- |
| 536  | 557  | 544  | 522  | 454  | 459  | 461  | 460  | 442  |

| 1954 | 1962 | 1968 | 1975 | 1982 | 1990 | 1999 | 2005 | 2006 |
| ---- | ---- | ---- | ---- | ---- | ---- | ---- | ---- | ---- |
| 427  | 382  | 346  | 292  | 252  | 239  | 238  | 269  | 275  |

| 2010 | 2015 | 2020 | 2022 | - | - | - | - | - |
| ---- | ---- | ---- | ---- | - | - | - | - | - |
| 356  | 379  | 353  | 342  | - | - | - | - | - |

## Culture locale et patrimoine

### Lieux et monuments
- L'église Saint-Pierre a été construite au XVIIIe siècle et au centre du bourg.
- Au lieu-dit Aillas-le-Vieux, l'ancienne église Notre-Dame est inscrite au titre des monuments historiques depuis 1987[26] pour ses façades et toitures.

Cette église abritait une statue de Vierge dite « galactogène » : les nourrices et les femmes qui allaitaient y venaient en pèlerinage, le 8 septembre de chaque année, pour faire bénir des « grains de lait », en fait des boules de verroterie.
- Dans le cimetière entourant cette église d'Aillas-le-Vieux, une croix datant du XVIe siècle est inscrite au titre des monuments historiques depuis 1987[28].
- L'église Saint-Martin au lieu-dit Monclaris, construite aux XIIIe et XIVe siècles et restaurée vers 1680 puis vers 1822[29], et son cimetière ont été inscrits au titre des monuments historiques en 1987[30] pour le chœur, la toiture et le décor intérieur ainsi que pour le tombeau du père Bertrand François Castéra, ancien aumônier à la cour de Louis XVI, et dernier curé de ladite église. L'association les Amis du Val de Lisos veille à la restauration et l'entretien du site.
- Un ancien grenier à grain peut être vu dans le centre du bourg, à proximité de l'église Saint-Pierre et en limite d'un parc de stationnement.
- Un lac de loisirs se trouve dans la partie ouest du territoire communal.

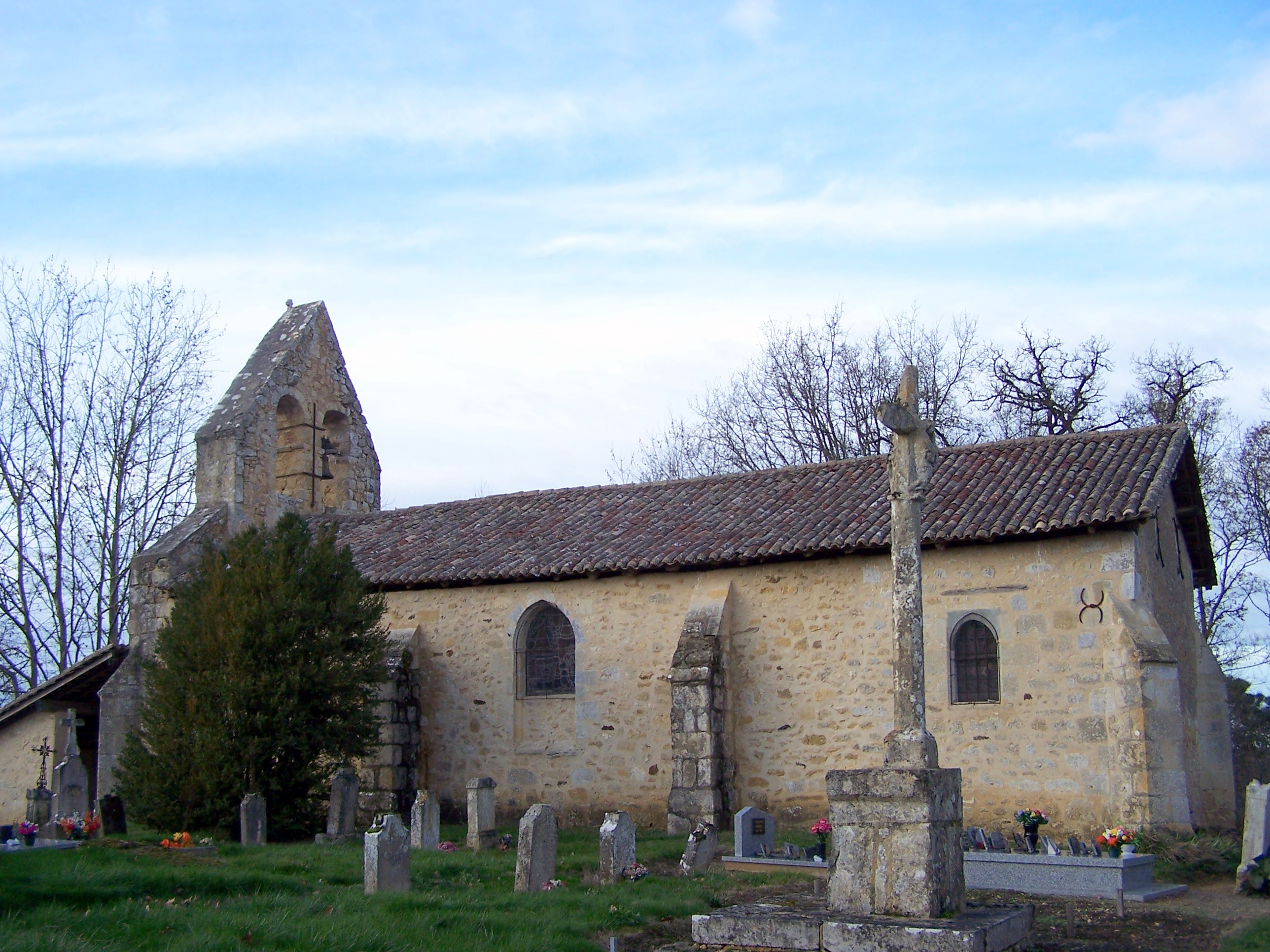
L'église Notre-Dame d'Aillas-le-Vieux et la croix de cimetière (déc. 2009).
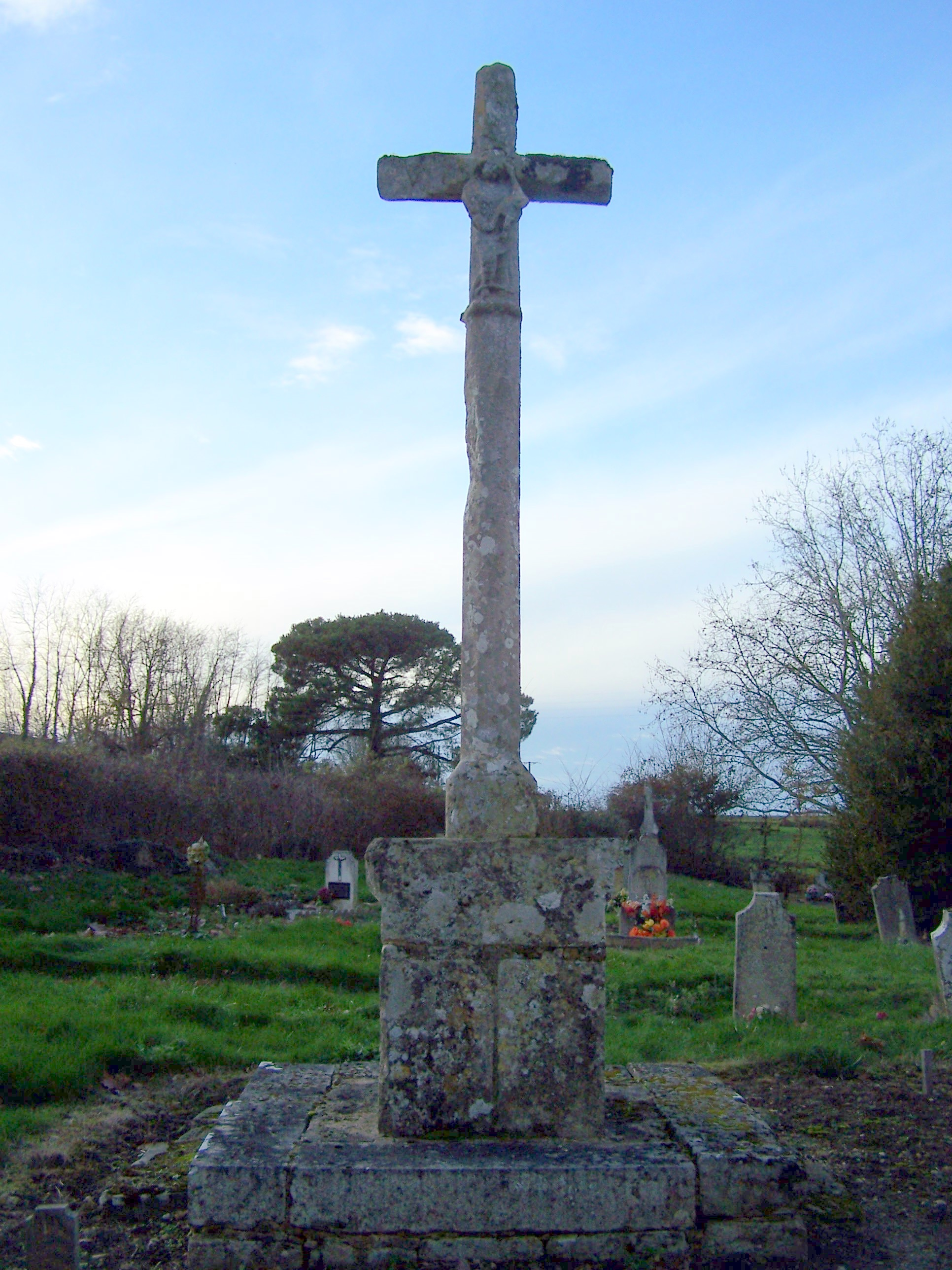
La croix classée du cimetière d'Aillas-le-Vieux (déc. 2009).
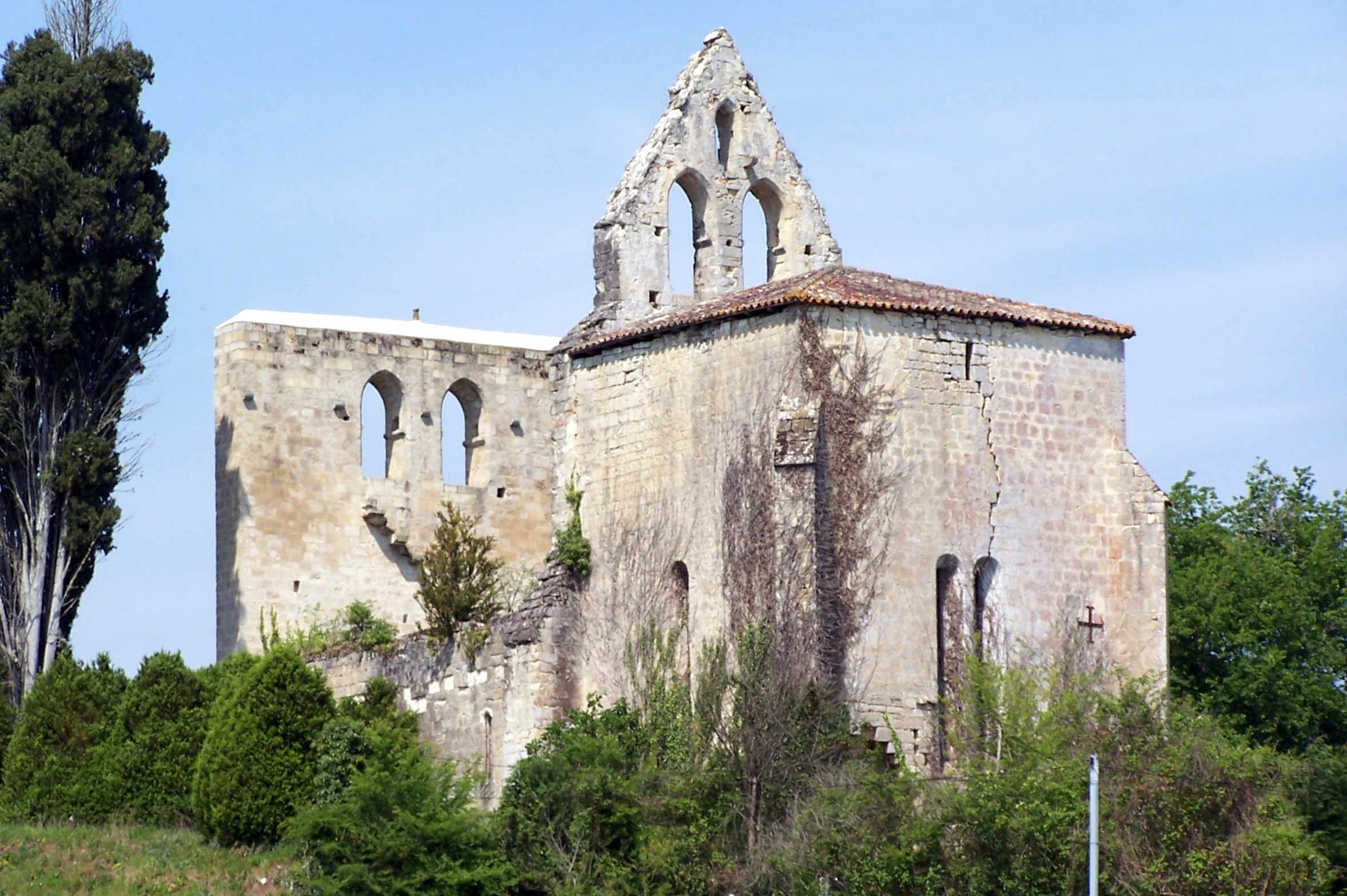
L'église Saint-Martin de Monclaris (avr. 2011).
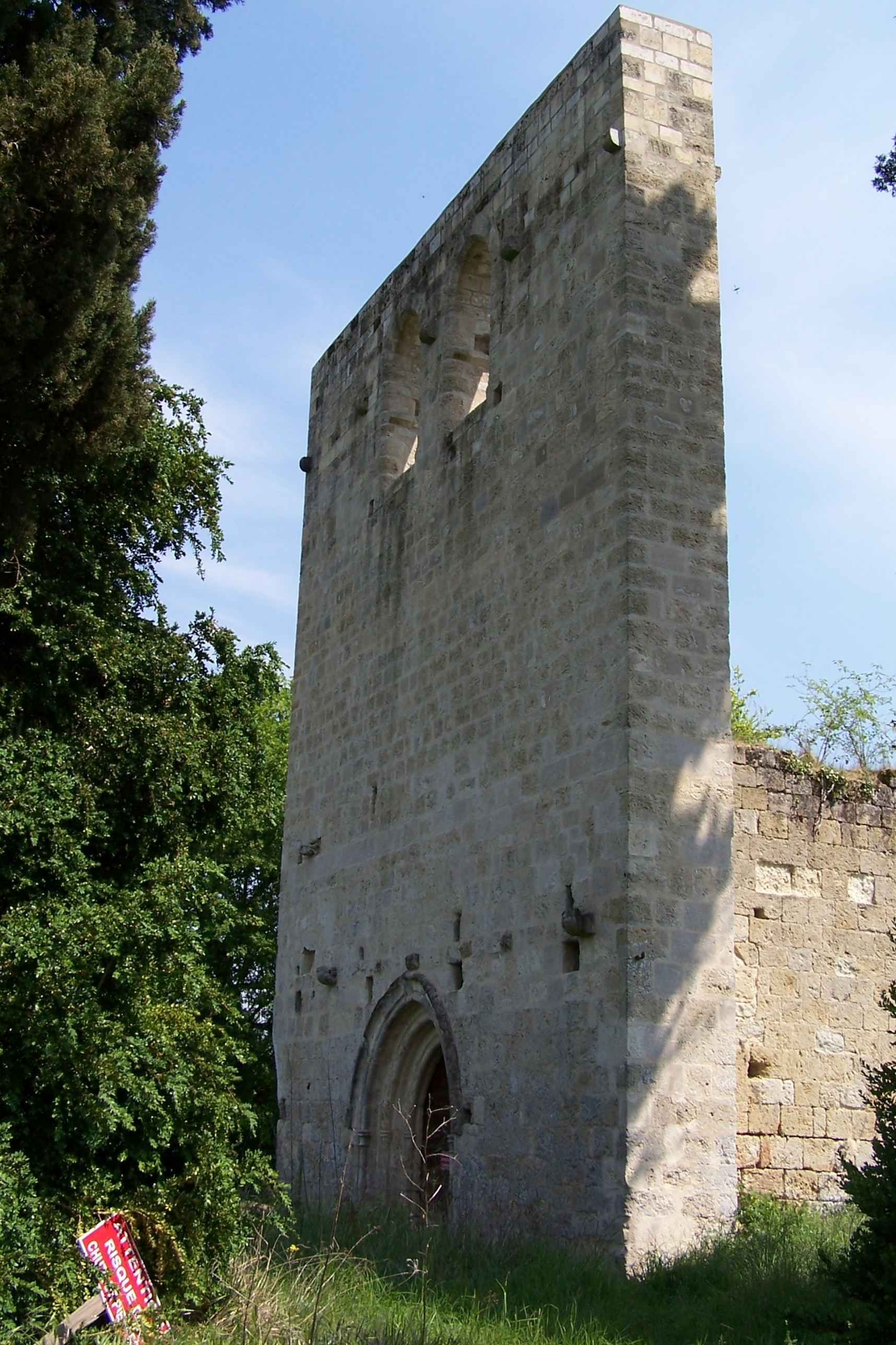
Façade de l'église Saint-Martin-de-Monclaris (avr. 2011).
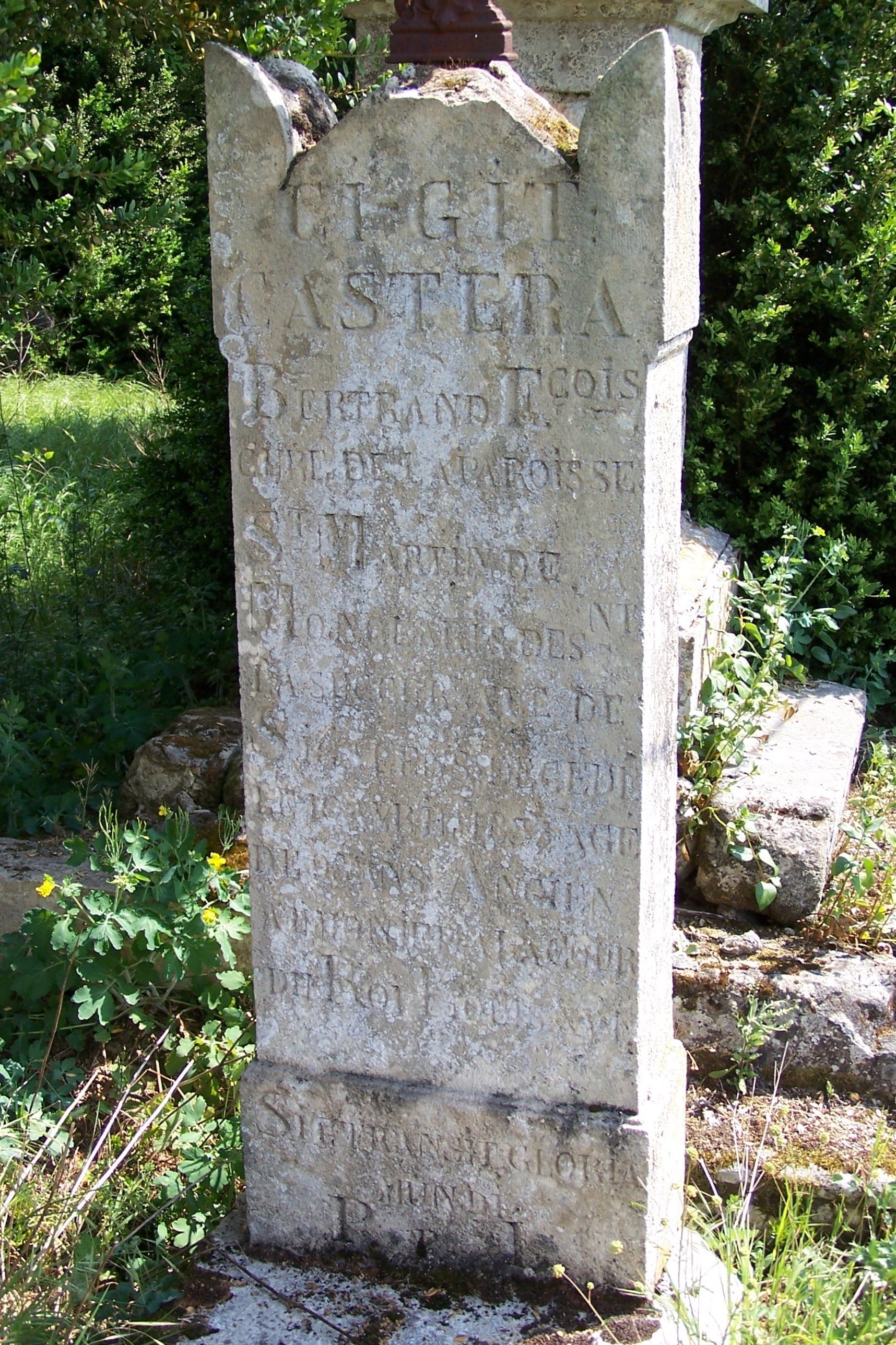
La tombe classée MH du père Castéra à Monclaris (avr. 2011).
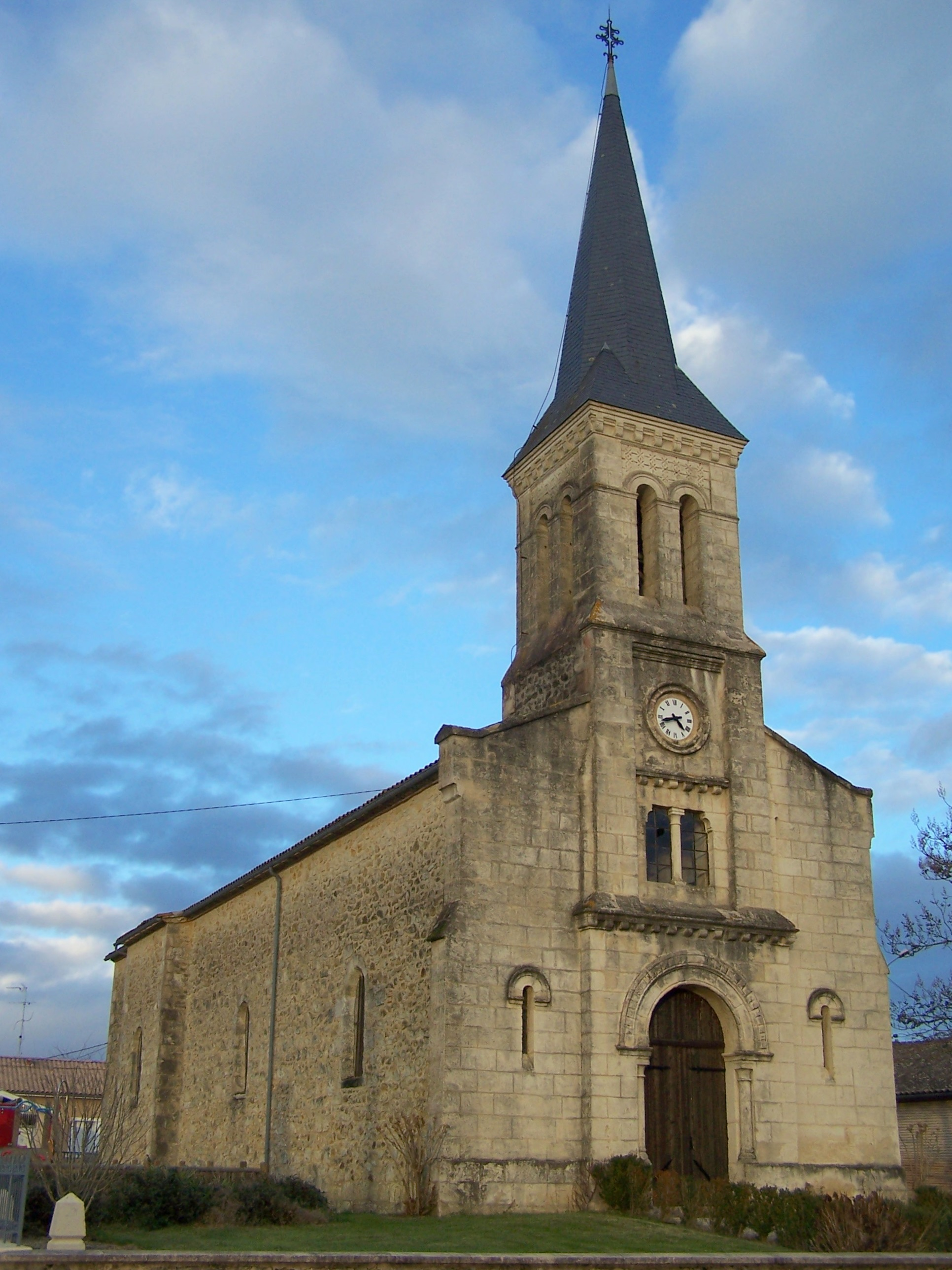
L'église Saint-Pierre (déc. 2009).
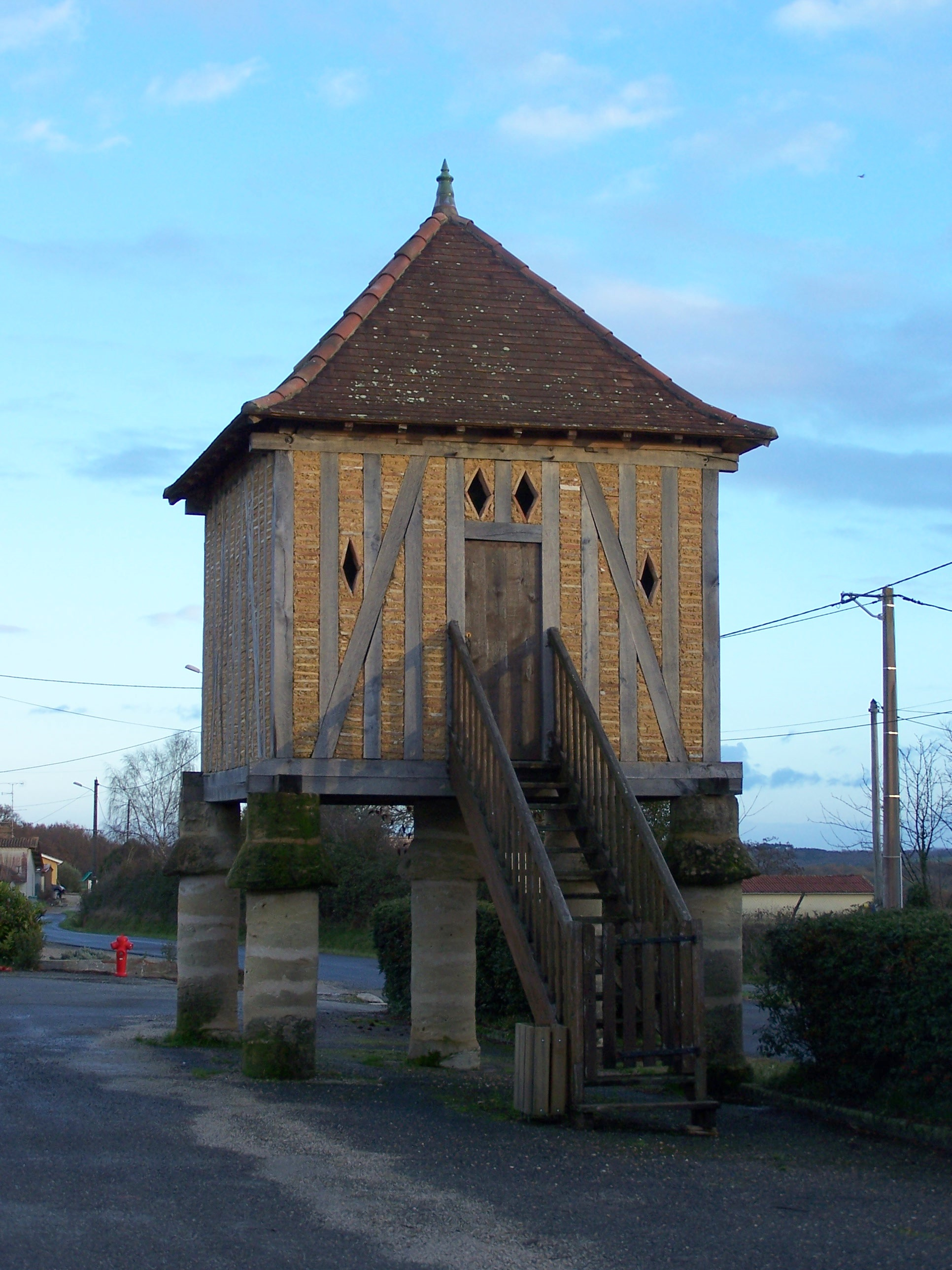
Le Vieux Grenier du village (déc. 2009) dit Le pigeonnier.
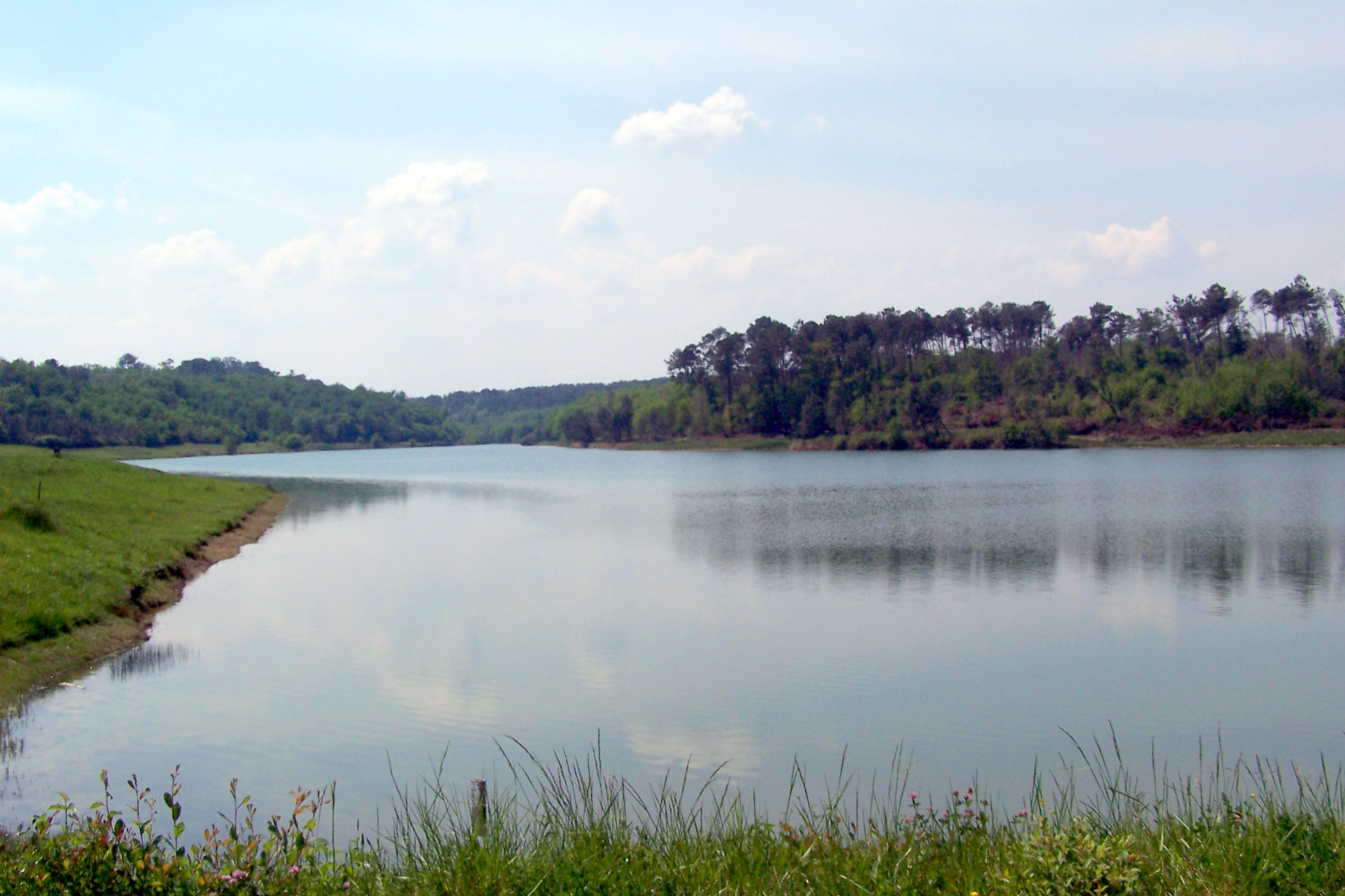
Le lac (avr. 2011).
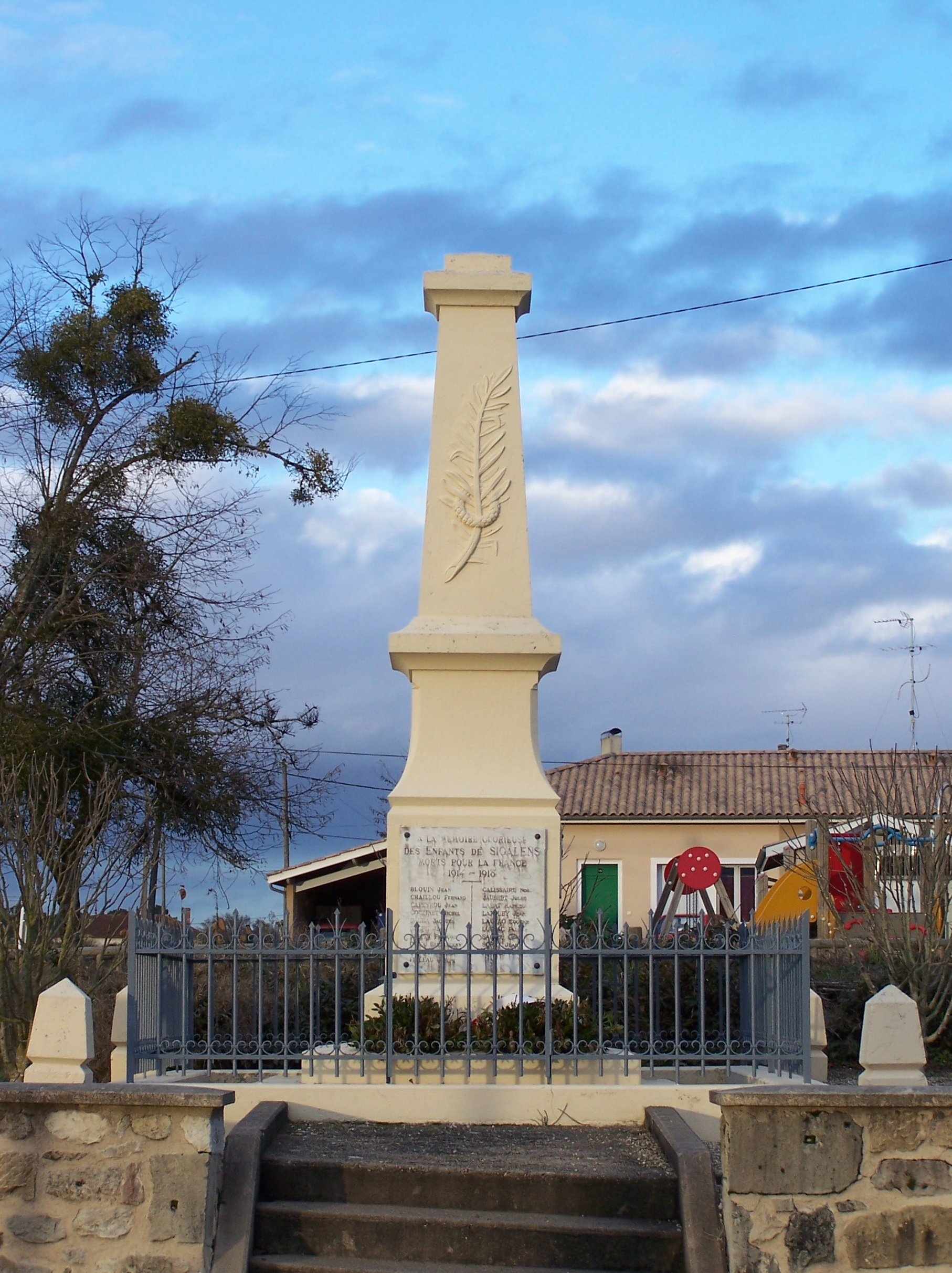
Le monument aux morts près de l'église Saint-Pierre (déc. 2009).

### Personnalités liées à la commune
- Jacques Boutinet (1946-2022), romancier, poète et homme de théâtre.

### Héraldique
| Blason de Sigalens | Blason  | Parti : au 1er de gueules à quatre calices d'or, au 2d d'azur à un lion d'argent armé et lampassé de gueules en chef et à une gerbe de blé d'or liée d'azur en pointe. Devise / CriSitus alanorum                                                                           |
| Blason de Sigalens | Détails | Les quatre calices font référence à l'unification des quatre paroisses de Saint-Martin-de-Montclaris, Saint-Martin-de-Glayroux, Saint-Pierre et Notre-Dame-d'Aillas-le-Vieux en 1851. Le lion et la gerbe de blé sont repris des armes de la Gascogne. Adopté en mars 2023. |